# الدب يو يوغي!
الدب يو يوغي! (بالإنجليزية: Yo Yogi!)‏ هو مسلسل رسوم متحركة من إنتاج هانا-باربيرا بث لأول مرة في 14 سبتمبر 1991 وانتهى بثه في 7 ديسمبر 1991، عرض على قناة سبيستون.

## ملخص القصة
تجري القصة في بلدة ييلوستون مع الدب يوغي والشخصيات الشعبية الأخرى بما فيهم كلب الصيد هاكليبيري، سناغليبوس، الدب بوو ـ بوو، الجهيزة سيندي، وقفت الشخصيات خارج مجمع ييلوستون الذي يملكه اوغي دوغي ودوغي دادي للعمل لوكالة تسمى L.A.F حيث انهم بمثابة محققين يحاولون حل الألغاز تحت إشراف امن المركز الحارس سميث ولاننسى ديك داستاردلي ومعاونه المخلص الكلب موتلي اللذان يسببان المتاعب ليوغي وعصابته.

## الشخصيات
- الدب يوغي
- كلب الصيد هاكليبري
- سناغليبوس
- الدب بوو ـ بوو
- الجهيزة سيندي
- اوغي دوغي
- دوغي دادي
- الحارس سميث
- ديك داستاردلي
- موتلي
- بيتر بوتاموس
- سو سو
- توب كات
- السناجب السرية
- سكيدلي ديدلي...

## وصلات خارجية
- الدب يو يوغي! على موقع IMDb (الإنجليزية)
- الدب يو يوغي! على موقع كينوبويسك (الروسية)
- الدب يو يوغي! على موقع قاعدة بيانات الفيلم (الإنجليزية)

http://www.imdb.com/title/tt0101240/
http://www.tv.com/shows/yo-yogi/
http://www.youtube.com/watch?v=SRLwjeF_gLE&feature=related